# 롯데호텔
롯데호텔(영어: LOTTE HOTEL)은 롯데그룹 계열사의 관광호텔업체인 롯데가 운영하는 대한민국의 호텔 브랜드이다.

## 지점

### 시그니엘
- 시그니엘서울

시그니엘 서울은 2017년 4월 3일 서울특별시 송파구 신천동에 개관 123층/지하6층 규모의 롯데월드타워 76~101층에 위치해있으며 객실 235개와 체련장, 사우나, 수영장 등의 부대시설을 갖추고 있다. 100층에는 국빈과 VIP를 위한 로얄 스위트가 위치해있으며 92층에는 한국 전통미를 표현한 온돌 객실인 코리안 스위트가 위치해있다. 건물 저층부에는 롯데월드몰이 위치해있으며 건물 맞은 편에는 롯데월드 어드벤처와 롯데호텔 월드가 위치해있다.
한국 최초의 101층 위치한 호텔로 초고층 호텔이다.
등급: 5성급
소재지: 서울특별시 송파구 올림픽로 300 (신천동) 롯데월드타워 76~101층
- 시그니엘부산

시그니엘 부산은 2020년 6월 17일 부산광역시 해운대구 중동에 개관 지상 101층, 412m 규모로 엘시티 더샵 랜드마크타워에 위치해있으며 객실 260실, 피트니스센터, 사우나, 실내/야외 수영장, 샹테카이 아로마콜로지 스파 등의 부대시설을 갖추고 있다. 8개의 Show Kitchen에서 신선한 식재료를 셰프들이 즉석에서 조리하는 해운대 해수욕장 전만의 올 데이 다이닝 '더 뷰 The View', 모던하게 재해석한 컨템포러리 차이니스요리와 독창적인 칵테일을 즐길 수 있는 Modern Chinese Tapas & Bar '차오란' 등 감각적인 미식 세계를 창조하는 고메 호텔이다.
등급: 5성급
소재지: 부산광역시 해운대구 중동 달맞이길 30

### 롯데호텔
- 롯데호텔서울

롯데호텔 서울 1979년 3월 10일 서울특별시 중구 소공동에서 1973년부터 7년간 롯데의 경영권으로만 운영하였던 반도호텔 본사 건물을 철거하고 호텔을 신축하여 개관하였다. 1988년 8월 10일에는 신관을 개관하였으며 1989년판 기네스북에 세계 최대의 기계식 주차장을 갖춘 호텔로 등록되기도 했다. 2004년 신관의 전 객실에 대한 리노베이션을 실시, 2006년 신관 로비라운지를 14층으로 이전하며 신관에는 365개의 객실을 갖추게 된다. 2008년 대한민국 최초로 여성전용 객실층 ‘레이디스 플로어’와 미슐랭 3스타를 받은 셰프의 지도를 받는 레스토랑 ‘피에르 가니에르 서울’ 오픈하였고, 2009년에는 4가지 컨셉의 객실 디자인으로 본관 객실 리노베이션 작업을 마쳤다. 본관 지상 38층/지하 3층, 신관 지상 35층/지하 5층 규모로 객실 1120실과 13개의 식음업장, 15개의 다양한 연회장, 피트니스 클럽, 비즈니스 센터 등 부대 시설을 갖추고 있다. 롯데백화점 본점과 연결되어 있으며 백화점 내에 롯데면세점 본점이 위치해 있다.
2017,9월까지 1천실이상 보유한 한국최대의 단일 호텔이었으나, 용산 서부터미널 부지에 세운 머큐어,이비스등 4개 호텔 복합호텔인 서울드래곤시티 1,700실에 단일 호텔 기록을 넘겨주게 되었으나, 백화점,면세점, 사무동 복합몰로 한국 최초의 복합호텔 쇼핑몰,오피스동 콤플렉스로 상징성이 크다.
등급: 5성급
소재지: 서울특별시 중구 을지로 30 (소공동)
- 롯데호텔월드

롯데호텔 월드는 1988년 9월 16일 서울특별시 송파구 잠실동에 개관하였다. 지상 32층/지하 3층 규모로 객실 469실과 5개 식음업장, 9개 연회장, 피트니스 클럽, 비즈니스 센터, 클리닉 등의 부대 시설을 갖추고 있다. 롯데월드 어드벤처, 롯데백화점 잠실점, 롯데마트 제타플렉스점과 연결되어 있으며 맞은 편에는 지상 123층, 555m 규모의 롯데월드타워와 롯데월드몰이 위치해있다.
101층 럭셔리 시그니엘과 레지던스 호텔 도입으로,복합 가족장기 체류용으로 비즈니스과 콘도호텔을 추가로 건설했다.
등급: 5성급
소재지: 서울특별시 송파구 올림픽로 240 (잠실동)
- 롯데호텔부산

롯데호텔 부산점은 1997년 3월 2일 부산광역시 부산진구 부전동에 개관하였다. 지상 43층/ 지하 5층 규모로 객실 729실과 10개의 식음업장, 11개의 연회장을 갖추고 있으며, 리노베이션을 마친 클럽플로어와 비즈니스 센터, 피트니스 클럽, 카지노, 면세점 등 부대시설을 갖추고 있다. 바로 옆에는 롯데백화점 부산본점이 자리잡고 있다. 롯데호텔 계열이지만 주식회사 부산롯데호텔이라는 별도의 법인이 운영한다.
등급: 5성급
소재지: 부산광역시 부산진구 가야대로 772 (부전동)
- 롯데호텔제주

롯데호텔 제주는 2000년 4월 25일 제주 서귀포시 색달동에 개관하였다. 남아프리카공화국의 리조트 호텔 ‘The Palace of the Lost City’를 모델로 설계했다. 500실의 객실과 8개의 식음업장, 대규모 국제행사와 세미나를 위한 7개 연회장이 갖추어져 있으며 이 외에도 가족 단위 멀티 체험공간인 ‘키즈월드’가 2009년 7월 오픈에 이어 국내 특급호텔 최초, 헬로키티 캐릭터 룸 오픈 등, 야자수로 둘러싸인 야외수영장과 피트니스 클럽, 비즈니스 센터, 카지노, 프라이빗 비치 라운지, 캠핑존 등의 부대시설이 있다.
등급: 5성급
소재지: 제주특별자치도 서귀포시 중문관광로72번길 35 (색달동)
- 롯데호텔울산

롯데호텔 울산은 2002년 2월 28일 울산광역시 남구 삼산동에 개관하였다. 지상 24층/지하 5층 규모로 객실 211실과 3개의 식음업장, 3개의 대중소 연회장, 피트니스 클럽, 비즈니스 센터 등의 부대시설을 갖추고 있다. 호텔 건립 당시 만들어졌던 스낵바 ‘정글플라자’가 있었으나 2009년 철거되고 현재 백화점 매장으로 활용하고 있다.
등급: 5성급
소재지: 울산광역시 남구 삼산로 282 (삼산동)

### 롯데리조트
- 롯데리조트 부여

롯데리조트 부여는 2010년 9월 2일 충청남도 부여군 규암면 합정리에 개관하였다. 리조트 내의 콘도미니엄은 지상 10층, 지하 1층 규모로 객실 322개실과 부대시설을 갖추고 있다.
소재지: 충청남도 부여군 규암면 백제문로 400
- 롯데리조트 제주

롯데리조트 제주는 아트빌라스(ART VILLAS)라는 이름으로 2012년 3월 30일 제주특별자치도 서귀포시 색달동에 개관하였다. 5개의 블록으로 나뉘어 있으며 각각 건축가 승효상, 도미니크 페로, 이종호, 켄고 쿠마, DA 글로벌 그룹 등이 설계하였다.
소재지: 제주특별자치도 서귀포시 색달중앙로252번길 124 (색달동)
- 롯데 리조트 속초 9층 392실 리조트를 2017년 개관하였으며, 실내워터파크를 보유한 동해안의 복합 리조트이다

### 롯데시티호텔
- 롯데시티호텔 마포

롯데시티호텔 마포점은 2009년 4월 10일 서울특별시 마포구 공덕동에 개관. 부가서비스를 최소화하고 숙박 기능에 집중해 일반 호텔에 비해 가격을 낮춘 중저가 시설로, 주상복합아파트인 롯데캐슬 프레지던트 단지 내에 자리잡고 있으며, 지상 8층, 지하 4층 규모로 객실 284실과 뷔페 레스토랑 1개, 비즈니스 회의실, 체련장 및 수영장 등 부대시설을 갖추고 있다.
소재지: 서울특별시 마포구 마포대로 109 (공덕동)
- 롯데시티호텔 김포공항

롯데시티호텔 김포공항점은 2011년 12월 8일 서울특별시 강서구 방화동에 개관하였다. 인천국제공항 및 서울 도심으로 빠르게 접근이 가능하다. 부가서비스를 최소화하고 숙박 기능에 집중해 일반 호텔에 비해 가격을 낮춘 중저가 시설로, 롯데몰 김포공항점 내에 위치하고 있으며, 지상 8층, 지하 5층 규모로 객실 197실과 뷔페 레스토랑 1개, 연회장, 비즈니스 회의실, 체련장, 코인세탁실 등 부대시설을 갖추고 있다.
소재지: 서울특별시 강서구 하늘길 38 (방화동)
- 롯데시티호텔 제주

롯데시티호텔 제주점은 2014년 2월 25일 제주특별자치도 제주시 연동에 개관하였다. 지상 22층, 지하 4층 규모로 제주도 내 호텔 중 최고 높이 건물이다. 제주국제공항과는 가장 가까운 거리에 위치해 있어, 접근성이 뛰어나고, 신제주 시가지에 위치해 있다는 것이 가장 큰 장점이다. 객실 262실과 레스토랑 1개 등 부대시설을 갖추고 롯데면세점이 호텔 내부에 있다.
소재지: 제주특별자치도 제주시 도령로 83 (연동)
- 롯데시티호텔 대전

롯데시티호텔 대전점은 2014년 3월 20일 대전광역시 유성구 도룡동 대전컨벤션센터 맞은편에 개관하였다. 지상 18층, 지하 2층 규모로 대전시내 호텔 중 가장 크다. 주변에 TJB 대전방송, 대전무역전시관과는 가까운 거리에 위치해있다. 객실 312실과 레스토랑 1개 등 부대 시설을 갖추고 있다.
소재지: 대전광역시 유성구 엑스포로123번길 33 (도룡동)
- 롯데시티호텔 구로

롯데시티호텔 구로점은 2014년 7월 23일 서울특별시 구로구 구로동에 개관하였다. 지상 20층, 지하 4층 규모로 객실 283실과 부대시설을 갖추고 있다.
소재지: 서울특별시 구로구 디지털로 300 (구로동)
- 롯데시티호텔 울산

롯데시티호텔 울산점은 2015년 6월 30일 울산광역시 남구 달동에 개관하였다. 지상 17층, 지하 3층 규모이고 객실 354실과 부대시설을 갖추고 있다.
등급: 4성급
소재지: 울산광역시 남구 삼산로 204 (달동)
- 롯데시티호텔 명동

롯데시티호텔 명동점은 2016년 1월 6일 서울특별시 중구 장교동에 개관하였다. 지상 27층, 지하 4층 규모이고 객실 430실과 뷔페 레스토랑, 미팅룸, 피트니스 등 부대시설을 갖추고 있다. 서울 2, 3호선 을지로3가역과 인접해있다.
소재지: 서울특별시 중구 삼일대로 362 (장교동)

### L7
- L7 명동

L7 명동점은 2016년 1월 12일 서울특별시 중구 충무로2가에 개관하였다. L7의 호텔 직원은 다른 호텔 직원과 달리 청바지와 옥스퍼드 셔츠, 노란색 네오플랜 조끼, 슬립온을 착용하는 것이 특징이다. 지상 21층, 지하 3층 규모이고 객실 245실과 부대시설을 갖추고 있다.
소재지: 서울특별시 중구 퇴계로 137 (충무로2가)
- L7 강남

2017년 12월 개관하였다.
소재지: 서울특별시 강남구 테헤란로 415 (삼성동)
- L7 홍대

2018년 1월 개관하였다.
소재지: 서울특별시 마포구 양화로 141 (동교동)

### 해외
- 롯데호텔 모스크바

롯데호텔 모스크바는 해외 체인 1호점으로 2010년 6월 15일 러시아 모스크바 붉은광장과 크렘린 궁전, 볼쇼이 극장과 근접한 뉴 알바트(New Arbat)거리에 개관하였다. 지상 10층, 지하 4층의 규모로 객실 304실과 3개의 식음업장 및 6개의 연회장, 비즈니스 센터, 스파&피트니스 센터 등 부대 시설을 갖추고 있다. 롯데백화점 모스크바점이 근처에 위치해있다.
- 롯데호텔 사이공

베트남 레전드호텔의 지분 70%를 인수해 경영권을 확보하여 기존의 베트남 호찌민 레전드호텔을 롯데레전드호텔 사이공으로 바꾸고 2013년 3월 1일 재개장하였다. 2020년 6월 기존 롯데레전드호텔 사이공을 롯데호텔 사이공으로 변경하였다.
- 롯데시티호텔 타슈켄트팰리스

롯데시티호텔 타슈켄트팰리스는 2013년 10월 1일 우즈베키스탄 타슈켄트에 개관하였다. 지상 5층, 지하 1층 규모로 객실 232실과 레스토랑 등 부대 시설을 갖추고 있다. 롯데호텔이 타슈켄트 팰리스 호텔을 위탁경영하는 방식으로 운영하고 있다.
- 롯데호텔 괌

롯데호텔 괌은 2014년 6월 30일 개관하였다. 인수후 리모델링후 개관하였으며, 222실 2개동 건물롱인피니티풀과 뷔페식당을 가지고 있다
- 롯데호텔 하노이

롯데호텔 하노이는 2014년 9월 2일 개관하였다. 지상 65층/지하 5층 규모의 롯데센터 하노이 내에 위치해 있으며 객실 318실과 부대 시설을 갖추고 있다. 건물 내에 롯데백화점 하노이점과 롯데마트 하노이점이 함께 위치해 있다.
- 롯데뉴욕팰리스

롯데 뉴욕팰리스호텔은 2015년 8월 28일 뉴욕팰리스호텔을 인수하여 개관하였다. 지상 55층 규모로 객실 909실과 부대 시설을 갖추고 있다. 17년 9월 트럼프, 문재인 대통령이 회담장, 트럼프대통령 숙소로 사용되었다.
- 롯데호텔 상트페테르부르크

롯데호텔 상트페테르부르크는 2017년 5월 러시아 상트페테르부르크에 개관하였다. 객실 154실과 부대 시설을 갖추고 있다.
- 롯데호텔 양곤

롯데호텔 양곤은 2017년 9월 미얀마 양곤 인야 호수 부근에 개관하였다. 객실 343실과 레스토랑, 연회장 등의 부대 시설을 갖추고 있으며 호텔과 연계된 레지던스를 315실 운영한다.
- 롯데호텔 블라디보스토크

현대호텔을 2018년 인수하여 개관하였다.

## 개관 예정
- 송도

현재 공사중인 롯데몰 송도점 내에 위치하며 2018년 롯데몰 송도점과 함께 개장할 예정이다.
- 전주

전주종합경기장 이전 사업 및 호텔 민간투자사업에서 민간사업자로 선정된 롯데쇼핑은 제안서에서 현 종합경기장 일대 용지에 호텔과 복합쇼핑몰을 지어 운영하겠다고 밝혔다. 호텔은 지상 11층, 200 객실 규모의 비즈니스급이 들어설 예정이다.
김승수 시장 취임 이후 전주시의 일방적 계약해지로 개발이 무기한 연기된 상황이다.

## 폐점한 지점
- 반도호텔

1938년 4월부터 노구치 준(野口 遵)이 운영하는 호텔로 개관하였으나 1973년에 재정 악화로 인해 롯데그룹의 지분으로 먹여살려주다가 1979년에 롯데그룹의 호텔롯데 개편 정책에 따라 반도호텔을 철거하였다.
- 롯데호텔 대전

현재의 ‘대덕컨벤션타운’으로 1993년 8월 7일 대전광역시 유성구 도룡동에 개관했으나 2003년 7월 31일 폐관했다. 객실 69개, 2∼4층에 연회장 6곳, 갤러리, 식당 4개, 볼링장, 사우나 시설 등의 부대시설을 갖추고 있었다. 목원대학교가 2003년 9월 268억원에 매입하였고 한 때 교육용 시설로 인가를 받지 않은 채 강의실, 기숙사로 사용하고 있었으며 제대로 된 활용 방안을 찾지 못해 매각을 추진하였으나 유찰당하였고 다시 학교기업을 입주시키고 회의장, 숙박 시설을 갖춘 비즈니스 공간으로 활용하기로 했다.

## 수상 실적
- 관광진흥탑

1992년 2억불, 1995년 3억불, 2002년 5억불, 2006년 8억불, 2008년에는 10억불 관광 진흥탑을 수상했다.